# Veprîn, Radomîșl
Veprîn (în ucraineană Веприн) este o comună în raionul Radomîșl, regiunea Jîtomîr, Ucraina, formată numai din satul de reședință.

## Demografie
Componența lingvistică a comunei Veprîn
     Ucraineană (97,11%)
     Rusă (2,65%)
     Alte limbi (0,24%)
Conform recensământului din 2001, majoritatea populației comunei Veprîn era vorbitoare de ucraineană (97,11%), existând în minoritate și vorbitori de rusă (2,65%).